# Sidi Ali Bourakba
Sidi Ali Bourakba  (in arabo سيدي علي بورقبة‎?) è un centro abitato e comune rurale del Marocco situato nella provincia di Taza, regione di Fès-Meknès. Conta una popolazione di 8 083 abitanti (censimento 2014).